# Адміністративний поділ Східного Тимору

адміністративний поділ

Адміністративний поділ Східного Тимора — складається із тринадцяти адміністративних районів. Райони розділені на підрайони (усього підрайонів 65), і далі підрозділені на сукоси (загальне число — 452).
В 2003 році змінені кордони між Кова-Лімою і Айнару й між Баукау й Вікеке.
Район Окусі-Амбено перебуває в анклаві Індонезії.

## Список районів
|    | Район        | Площа (км кв) | Будинок. господарств | Населення | Людей на км кв | Центр                |
| -- | ------------ | ------------- | -------------------- | --------- | -------------- | -------------------- |
| 1  | Лаутен       | 1702          | 12998                | 55921     | 32.9           | Лоспалос             |
| 2  | Баукау       | 1494          | 22659                | 100326    | 67.2           | Баукау               |
| 3  | Вікеке       | 1781          | 15115                | 65245     | 36.6           | Вікеке               |
| 4  | Манатуту     | 1706          | 8338                 | 36719     | 21.5           | Манатуту             |
| 5  | Ділі         | 372           | 31575                | 173541    | 466.5          | Ділі                 |
| 6  | Айлеу        | 729           | 7745                 | 37926     | 52.0           | Айлеу                |
| 7  | Мануфагі     | 1325          | 8901                 | 44950     | 33.9           | Саме (Східний Тимор) |
| 8  | Ликіса       | 543           | 11063                | 54834     | 101.0          | Ликіса               |
| 9  | Ермера       | 746           | 21165                | 103199    | 138.3          | Глену                |
| 10 | Айнару       | 797           | 11527                | 52476     | 65.8           | Айнару               |
| 11 | Бобонару     | 1368          | 18397                | 83034     | 60.7           | Мальяна              |
| 12 | Кова-Ліма    | 1226          | 11820                | 52818     | 43.1           | Суаї                 |
| 13 | Окусі-Амбено | 815           | 13659                | 57469     | 70.5           | Панте-Макасар        |